# Rönnebergs härad
Rönnebergs härad var ett härad i västra Skåne, i dåvarande Malmöhus län. Det motsvaras idag av delar av Landskrona kommun och Svalövs kommun. Häradets areal var 1927 180,18 kvadratkilometer varav 179,19 land.  Tingsplats var från 1874 till 1948 Åkarp i Marieholm med Landskrona som kansliort. Från 1948 utnyttjades Landskrona rådhusrätts sessionssal för domstolsförhandlingar. 

## Häradsvapen
Häradsvapnet fastställdes av Kungl. Maj:t den 4 oktober 1946: "I fält av silver en från ett grönt treberg uppväxande grön rönn med röda bär, överlagd med en på treberget gående svart häst med beväring av guld".

## Socknar
I Landskrona kommun
- Asmundtorp
- Glumslöv
- Härslöv
- Sankt Ibb
- Säby
- Tofta
- Vadensjö
- Örja

I Svalövs kommun: 
- Billeberga
- Felestad
- Sireköpinge
- Svalöv
- Tirup

Samt med delar i häradet:
- Kvistofta socken  en del före 1930
- Halmstad socken (till och med år 1887)
- Kågeröds socken (till och med år 1888)
- Ottarps socken (till och med år 1888)
- Annelövs socken en del före 1898
- Saxtorps socken en del före 1899

## Län, fögderier, tingslag, domsagor och tingsrätter
Under 1200-talet omorganiserades Danmark med en ny förvaltning där slottslänen ersatte de äldre kungsgårdarna. Första gången häradet omnämns tillhöra något län är i kung Valdemar Sejrs jordebok från 1231 där det låg under Helsingborgs län. Häradet tillhörde sedan Helsingborgs län fram till 1547 då häradet tillsammans med Harjagers härad bildade Landskrona län. Detta län uppgick sedan i Malmöhus län år 1669. Malmöhus län slogs från 1997 samman med Kristianstads län till Skåne län, där området sedan dess ingår. Församlingarna tillhör(de) Lunds stift. 
Häradets socknar hörde till följande fögderier:
- 1720-1863 Luggude, Rönneberga, Onsjö fögderi
- 1864-1917 Rönneberga, Onsjö och Harjagers fögderi
- 1918-1990 Landskrona fögderi

Häradets socknar tillhörde följande  tingslag, domsagor och tingsrätter:
- 1683-1873 Rönnebergs härads tingslag i
  - 1683-1690 Onsjö, Harjagers och Rönnebergs häraders domsaga
  - 1691-1851 Onsjö, Luggude och Rönnebergs domsaga
  - 1851'1851 Onsjö och Rönnebergs domsaga
  - 1852-1873 Onsjö, Harjagers och Rönnebergs häraders domsaga
- 1874-1967 (30 juni) Rönnebergs, Onsjö och Harjagers domsagas tingslag i Rönnebergs, Onsjö och Harjagers domsaga
- 1967-1970 Landskrona domsagas tingslag i Landskrona domsaga

- 1971- Landskrona tingsrätts domsaga
- 2001- Lunds tingsrätts domsaga